# Q Awards
Q Awards é um prêmio anual da música britânica dado pela revista Q. Desde o seu começo em 1990, o Q Awards tem se tornado um dos maiores e mais notórios prêmios da música inglesa, contando com o apoio das celebridades que comparecem ao evento.

## 2012
Os vencedores do Q Awards de 2012:
- Best Track
  - "Ill Manors" — Plan B

- Best New Act
  - Django Django

- Best Live Act
  - Blur

- Best Video
  - "Disconnected" — Keane

- Best Album
  - The Bravest Man In The Universe — Bobby Womack

- Best Solo Artist
  - Emeli Sandé

- Best Act In The World Today
  - Muse

- Q Classic Song
  - "Walk On By" — Dionne Warwick

- Q Classic Album
  - Generation Terrorists — Manic Street Preachers

- Q Spirit of Independence
  - The Cribs

- Q Innovation in Sound
  - Underworld

- Q Inspiration Award
  - Pulp

- Q Icon Award
  - Dexys Midnight Runners

- Q Hero
  - Johnny Marr

- Q Idol
  - Brandon Flowers

## Nomeados e vencedores de 2011
A lista de nomeados de 2011 foi revelada em Setembro, sendo os vencedores anunciados dia 24 de Outubro.
- Breakthrough Artist
  - Ed Sheeran
  - Jessie J
  - Katy B
  - James Blake
  - Miles Kane

- Best New Act
  - WU LYF
  - The Vaccines
  - Foster The People
  - Everything Everything
  - Nero

- Best Female Artist
  - Adele
  - Laura Marling
  - Beyoncé
  - Jessie J
  - PJ Harvey

- Best Male Artist
  - Tinie Tempah
  - Cee Lo Green
  - Wretch 32
  - Ed Sheeran
  - Example

- Best Track
  - Adele - "Rolling In The Deep"
  - Aloe Blacc - "I Need A Dollar"
  - Arctic Monkeys - "Dont Sit Down Cause Ive Moved Your Chair"
  - Adele - "Someone Like You"
  - Foster The People - "Pumped Up Kicks"

- Best Album
  - Bon Iver - Bon Iver, Bon Iver
  - Arctic Monkeys - Suck It and See
  - Elbow - Build A Rocket Boys!
  - The Horrors - Skying
  - PJ Harvey - Let England Shake

- Best Live Act
  - Biffy Clyro
  - Coldplay
  - Elbow
  - Beyoncé
  - Chase And Status

- Best Video
  - Jessie J - Do It Like A Dude
  - Lady Gaga - Judas
  - Foo Fighters - Walk
  - Ed Sheeran - You Need Me, I Dont Need You
  - Katy Perry - Last Friday Night (T.G.I.F.)
  - Hurts - Wonderful Life

- Best Act In The World Today
  - Coldplay
  - Muse
  - Arctic Monkeys
  - Kasabian
  - Arcade Fire
  - U2

- Greatest Act Of The Last 25 Years

- - U2
  - Damon Albarn
  - Radiohead
  - Oasis
  - Nirvana
  - Arcade Fire
  - Arctic Monkeys
  - Muse
  - Jack White
  - Paul Weller
  - Jay Z
  - Eminem
  - Madonna
  - The Strokes
  - R.E.M.
  - The Stone Roses
  - Red Hot Chili Peppers
  - Coldplay
  - Manic Street Preachers
  - Bjrk
  - Beastie Boys
  - Metallica
  - Prodigy
  - The Cure
  - Green Day

## Resultados de 2010
Os vencedores do Q Awards de 2010:
- Melhor Faixa
  - You've Got The Love - Florence and the Machine

- Artista Revelação
  - Plan B

- Melhor Videoclipe
  - End Credits - Chase & Status

- Prêmio Hall da Fama
  - Take That

- Q Compositor Clássico
  - Neil Finn

- Q's Next Big Thing
  - Clare Maguire

- Q Idolo
  - Madness

- Q Herói
  - The Chemical Brothers

- Q Inspiração
  - Suede

- Melhor Artista Masculino
  - Paolo Nutini

- Melhor Artista Feminino
  - Florence and the Machine

- Inovação no Som
  - Mark Ronson

- Melhor Álbum
  - High Violet - The National

- Álbum Clássico
  - Band on the Run - Wings

- Q Icon
  - Bryan Ferry

## Resultados de 2009
Os vencedores e nomeados do Q Awards de 2009:
- Best Act in the World Today:
  - Muse
  - Kings Of Leon
  - Arctic Monkeys
  - Oasis
  - Coldplay

- Melhor Álbum:
  - Kasabian — West Ryder Pauper Lunatic Asylum
  - Arctic Monkeys — Humbug
  - U2 — No Line On The Horizon
  - Florence & The Machine — Lungs
  - The Prodigy — Invaders Must Die

- Melhor faixa:
  - Lily Allen - "The Fear"
  - Kasabian — "Fire"
  - Muse — "Uprising"
  - Arctic Monkeys — "Crying Lightning"
  - Dizzee Rascal — "Bonkers"
  - Noisettes — "Never Forget You"

- Melhor Video:
  - Lady GaGa — "Just Dance"
  - The Dead Weather — "Treat Me Like Your Mother"
  - Dizzee Rascal — "Holiday"
  - Florence & The Machine — "Drumming Song"
  - Mika — "We Are Golden"

- Banda revelação:
  - White Lies
  - Friendly Fires
  - Empire of the Sun
  - Passion Pit
  - The Dead Weather

- Artista mais "bombástico":
  - Mr Hudson
  - Florence & The Machine
  - Lady Gaga
  - La Roux
  - Pixie Lott

- Melhor performance ao vivo:
  - Arctic Monkeys
  - The Prodigy
  - U2
  - Oasis
  - Kasabian
  - Blur
  - Take That

- The Q Idol: Spandau Ballet
- The Q Inspiration Award: The Specials
- Innovation in Sound: Sonic Youth
- Q Classic Album: The Unforgettable Fire - U2
- The Q Icon: Marianne Faithfull
- Classic Song: "Relax" — Frankie Goes To Hollywood
- Q Legend: Edwyn Collins
- Classic Songwriter: Yusuf Islam
- Outstanding Contribution to Music: Robert Plant

## Resultados de 2008
- Melhor Banda: Coldplay

- Melhor álbum: Coldplay - Viva la Vida or Death and All His Friends

- Melhor faixa: Keane - "Spiralling"

- Melhor video: Vampire Weekend - "A-Punk"

- Banda revelação: The Last Shadow Puppets

- Artista mais "bombástico": Duffy

- Melhor performance ao vivo: Kaiser Chiefs

- Prêmio de música mais clássica: Meat Loaf - "Bat out of Hell"

- Melhor letra(escritor): John Mellencamp

- Som mais inovador: Massive Attack

- Melhor contribuição à música: David Gilmour

- Q Legend(Lenda): Glen Campbell

- Q Inspiration(Inspiração): Cocteau Twins

- Q Idol(Idolo): Grace Jones

- Q Icon(Ícone): Adam Ant

## Resultados de 2007
- Melhor banda da atualidade: Arctic Monkeys

- Melhor Álbum: Amy Winehouse - Back to Black

- Melhor faixa: Manic Street Preachers - "Your Love Alone Is Not Enough"

- Melhor Video: Kaiser Chiefs - "Ruby"

- Banda revelaçõ: The Enemy

- Banda mais "bombástica": Kate Nash

- Melhor performance ao vivo: Muse

- Prêmio de música mais clássica: Stereophonics - "Local Boy in the Photograph"

- álbum clássico: The Verve - Urban Hymns

- Melhor letra(escritor): Billy Bragg

- Som mais inovador: Sigur Rós

- Conjunto da obra(carreira): Johnny Marr

- Q Merit Award(mérito): Ryan Adams

- Q Herói: Anthony H Wilson

- Q Leda: Ian Brown

- Q Inspiration(mais inspirador): Damon Albarn

- Q Idolo: Kylie Minogue

- Q Icone: Sir Paul McCartney

## Resultados de 2006
- Banda revelação:
  - Corinne Bailey-Rae
  - Lily Allen
  - The Kooks
  - Arctic Monkeys
  - Orson

- Melhor performance ao vivo:
  - Muse
  - Oasis
  - Razorlight
  - Red Hot Chili Peppers
  - Arctic Monkeys

- Melhor faixa:
  - Gnarls Barkley - "Crazy"
  - Snow Patrol - "Chasing Cars"
  - Scissor Sisters - "I Don't Feel Like Dancin'"
  - The Feeling - "Never Be Lonely"
  - Arctic Monkeys - "I Bet You Look Good on the Dancefloor"

- Melhor Álbum:
  - Arctic Monkeys - Whatever People Say I Am, That's What I'm Not
  - Muse - Black Holes and Revelations
  - Kasabian - Empire
  - Keane - Under the Iron Sea
  - Razorlight - Razorlight
  - Snow Patrol - Eyes Open

- Melhor banda da atualidade:
  - Oasis
  - Muse
  - Coldplay
  - U2
  - Red Hot Chili Peppers

- Melhor video: The Killers - "When You Were Young"
- Q Inspiration Award: a-ha
- Maior contribuição para música: Smokey Robinson
- Q Groundbreaker Award: Primal Scream
- Q Icone: Jeff Lynne
- Q Idolo: Take That
- Melhor performance: Faithless
- Melhor letra(escritor): Noel Gallagher
- Conjunto da obra(carreira): Peter Gabriel
- Q Merit Award(mérito): Manic Street Preachers
- Q Som mais inovador: The Edge
- Q Música mais clássica: Culture Club - "Karma Chameleon"
- Q Legend Award: The Who
- Q Award of Awards("prêmio dos prêmios"): U2
- People's Choice Award: Arctic Monkeys
- Q Charity of the Year(maior contribuição a caridade): War on Want

## Resultados de 2005
- Artista revelação: James Blunt
- Melhor performance ao vivo: U2
- Melhor faixa: KT Tunstall - "Black Horse and the Cherry Tree"
- Melhor Álbum: Oasis - Don't Believe the Truth
- Melhor banda da atualidade: Coldplay
- Melhor Video: Gorillaz - "Feel Good Inc."
- Q Artista mais inspirador: Björk
- Q maior contribuição para a música: Paul Weller
- Q Icone: Jimmy Page
- Q Classic Songwriter(escritor): Nick Cave
- Q Conjunto da obra(carreira): Bee Gees
- Q Som mais inovador: The Prodigy
- Q Música mais clássica: Ray Davies - "Waterloo Sunset"
- Q Lenda: Joy Division
- People's Choice Award: Oasis
- Melhor produtor: Gorillaz/Danger Mouse - Demon Days
- Q Birthday Honour: Michael Eavis
- Q Special Award: John Lennon

## Resultados de 2004
- Banda revelação:
  - Razorlight
  - Keane
  - Franz Ferdinand
  - Maroon 5
  - The Killers
  - The Zutons
  - Kasabian
  - Snow Patrol

- Melhor performance ao vivo:
  - Muse
  - Red Hot Chili Peppers
  - David Bowie
  - The Darkness
  - The Pixies
  - Madonna

- Melhor Single:
  - Jamelia - "See It In A Boy's Eyes"
  - Franz Ferdinand - "Take Me Out"
  - Morrissey - "Irish Blood, English Heart"
  - The Streets - "Dry Your Eyes"
  - Goldie Lookin Chain - "Guns Don't Kill People Rappers Do"
  - Maroon 5 - This Love

- Melhor Álbum:
  - Keane - Hopes And Fears
  - Dizzee Rascal - Showtime
  - The Libertines - The Libertines
  - The Streets - A Grand Don't Come For Free
  - Franz Ferdinand - Franz Ferdinand
  - Scissor Sisters - Scissor Sisters

- Melhor banda da atualidade:
  - Red Hot Chili Peppers
  - Muse
  - Radiohead
  - U2
  - Coldplay
  - OutKast

- Melhor Video:
  - Franz Ferdinand - "Take Me Out"
  - Scissor Sisters - "Laura"
  - OutKast - "Roses"
  - Kelis - "Milkshake"
  - The Streets - "Fit But You Know It"

- Melhor Produtor:
  - The Libertines - The Libertines
  - Kelis - Tasty
  - Muse - Absolution
  - Scissor Sisters - Scissor Sisters
  - Morrissey - You Are the Quarry
  - Usher - Confessions

- Q Merit Award(mérito): Shane McGowan
- Q Som mais inovador: The Human League
- Q Inspiration Award: The Pet Shop Boys
- Q Classic Songwriter Award: Elton John
- Q Icone: U2
- Q Conjunto da obra(carreira): Roxy Music

## Resultados de 2003
- Banda revelação: The Thrills
- Melhor performance ao vivo: Robbie Williams
- Melhor Single: Christina Aguilera - "Dirrty"
- Melhor Álbum: Blur - Think Tank
- Melhor banda da atualidade: Radiohead
- Melhor Video: Electric Six - "Gay Bar"
- Q Inspiration Award: The Cure
- Q Icon Award: Jane's Addiction
- Melhor letra(escritor): Dexys Midnight Runners
- Conjunto da obra(carreira): Duran Duran
- Banda mais inovadora: Muse
- Melhor produtor: Nigel Godrich
- Prêmio especial Q: Scott Walker